# Návnada
Jako návnada se v rybaření označuje potrava vhazovaná do vody, jejímž účelem je přilákat nebo udržet ryby na určitém místě. Často je nesprávně zaměňovaná s nástrahou.

## Způsob manipulace
Návnadu lze do vody dopravit různými způsoby, například:
- ručně
- prakem
- pomocí vrhací trubice, tzv. „kobry“
- v krmítku - návnada je umístěna v krmítku poblíž nástrahy a pomalu se uvolňuje
- pomocí lodičky - tzv. zavážením - místo, které chce rybář zakrmit si označí bojkou (tyčovou, apod.), následně jej zakrmí návnadou (pšenice, kukuřice, boilies, apod.) - k tomuto místu pak rybář může buď nahazovat, nebo tam háček s nástrahou opět "zavážet" lodičkou

## Druhy návnady
Vnadit lze téměř vším, co se používá i jako nástraha. Nejčastěji (a to i při rybářských závodech) se však používají suché směsi nejrůznějšího složení, které se rozmíchají s vodou a v různě velkých kusech se vhazují do vody, kde se pomalu rozpadají. Do těchto směsí se často přidávají i větší částice (tzv. partikl), jako například kukuřice, obilné šroty, vařená pšenice atd.